# James Tubenchlak
James Tubenchlak (1939–2001) é um jurista brasileiro, autor de diversos livros sobre Direito Penal.
Advogado formado pela Faculdade de Direito de Nitéroi em 1961, tornou-se Mestre em Direito Penal pela Faculdade Nacional de Direito da Universidade Federal do Rio de Janeiro- UFRJ.
Além de advogado criminalista, atuou como magistrado no Estado do Acre, promotor de justiça do Estado do Rio de Janeiro e magistrado também pelo Estado do Rio de Janeiro, aposentando-se em 1992. Atuou como professor na Faculdade de Direito do Acre, na Universidade Santa Úrsula, na Universidade Estácio de Sá e na Universidade Federal Fluminense.

## Livros
- Teoria do Crime - Editora Forense, 1978.
- Crise social e delinquëncia - Editora Freitas Bastos, 1981.
- Estudos Penais - Editora Forense, 1986.
- A lei pelo avesso - Editora Forense, 1986. (Escrito em conjunto com Ester Kosovski.
- Tribunal do Júri, Contradições e soluções - Editora Saraiva, 1997(5ª edição).